# Abdinghofkloster

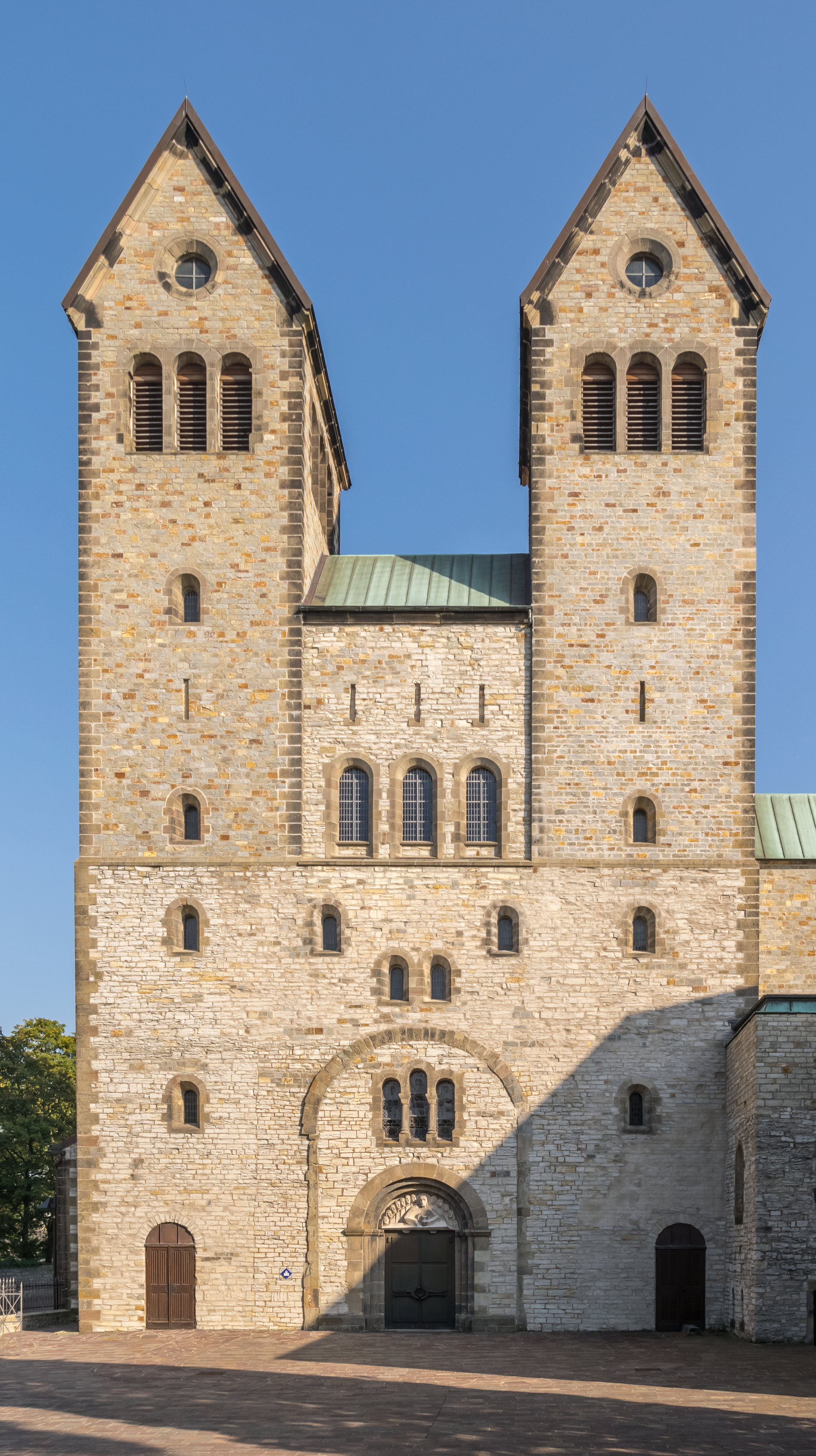
Westwerk der Abdinghofkirche

Das Abdinghofkloster Sankt Peter und Paul ist eine ehemalige Abtei der Benediktiner in Paderborn, bestehend von seiner Gründung durch den im niederländischen Renkum geborenen Bischof Meinwerk von Paderborn im Jahre 1015 bis zu seiner Säkularisation am 25. März 1803. Neue archäologische Erkenntnisse legen jedoch den Schluss nahe, dass das Abdinghofkloster erst im späten 11. Jahrhundert gebaut worden ist. Sollte dies zutreffen, kann Bischof Meinwerk (um 975–1036) nicht den Grundstein des Klosters gelegt haben.
In der Zeit seines Bestehens standen dem Kloster insgesamt 51 Äbte vor. Kulturelle Bedeutung erlangte es durch seine Bibliothek, die angeschlossene Schule, ein Hospiz, seine Werkstatt für Buchmaler und Buchbinderei und wichtige Kirchenschätze. Zudem war das Kloster lange Zeit Grundbesitzer im Wesergebiet (so die Externsteine) und am Niederrhein bis in die Niederlande. Die Kirche ist heute eine evangelisch-lutherische Pfarrkirche.

## Gründung unter Bischof Meinwerk

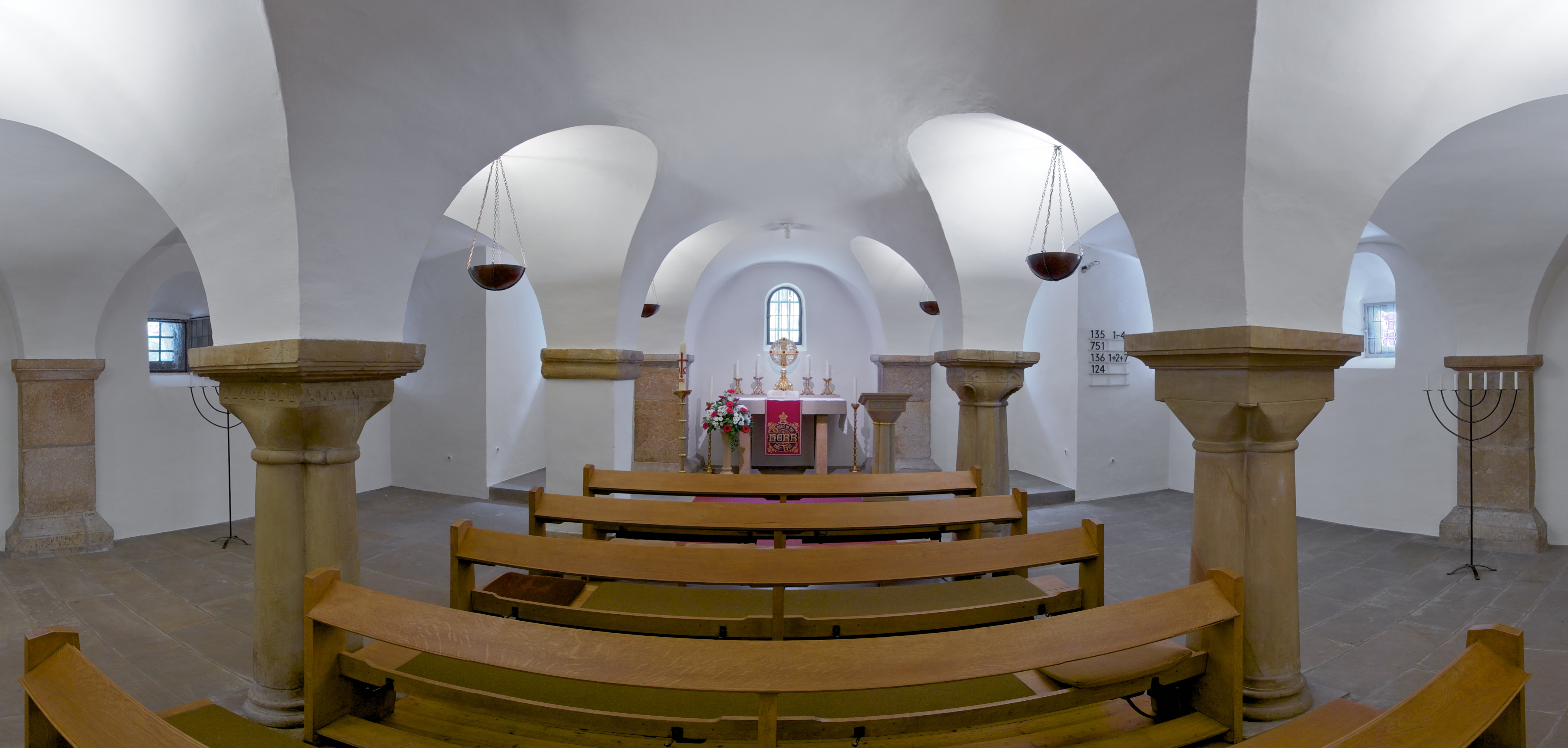
Krypta der Abdinghofkirche

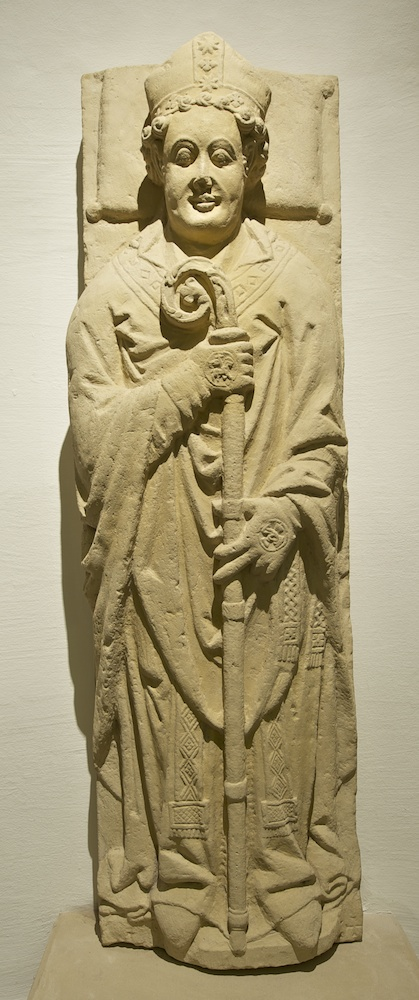
Grabplatte mit dem Bildnis von Bischof Meinwerk in der Krypta der Abdinghofkirche

Bereits vor 1000 gab es einen Vorgängerbau an der Stelle, an der zu Beginn des 11. Jahrhunderts das Abdinghofkloster gegründet wurde. Der große Stadtbrand des Jahres 1000 zerstörte nicht nur den Paderborner Dom, sondern auch das Domkloster mit dem Bistumsarchiv, weshalb nur noch wenige Urkunden über die Geschichte von Stadt und Bistum Paderborn vor dieser Zeit erhalten blieben.
1009 bestellte Heinrich II. seinen Freund Meinwerk zum neuen Bischof von Paderborn. Dieser galt als zweiter Begründer des Bistums. Den von seinem Vorgänger begonnenen Neubau des Domes ließ er niederlegen und einen monumentalen Neubau errichten, den er im Jahr 1015 einweihte. 1016 legte er die Fundamente des Abdinghofklosters. Bis 1031 entstand die Abdinghofanlage als benediktinisches Kloster mit Abteikirche, deren Bau 1021 begann. Am 2. Januar 1023 weihte Meinwerk zunächst die Krypta „dem Märtyrer Stephanus“ und 1031 die Abdinghofkirche. Nach seinem Tod am 5. Juni 1036 wurde Meinwerk seinem Wunsch entsprechend in der Krypta der Abdinghofkirche beigesetzt. Sein Sarkophag befindet sich seit 1958 in der Busdorfkirche in Paderborn. 2009 wurde der steinerne Sarg im Diözesanmuseum gezeigt. Er war Teil einer Ausstellungseinheit, die dem Tod und der Bestattung des Bischofs gewidmet war.

## Entwicklung im Mittelalter
Der Stadtbrand 1058 zerstörte erneut den Dom und auch die Abdinghofkirche. 1078 weihte Bischof Poppo gemeinsam mit dem aus Passau vertriebenen heiligen Altmann ihren Neubau. Aus dem Jahre 1060 ist das wertvolle Abdinghof-Evangeliar, das heute im Kupferstichkabinett Berlin aufbewahrt wird. 1083 starb Bischof Poppo und wurde in der Abdinghofkirche beigesetzt.
Bischof Heinrich II. schenkte der Abdinghofkirche ein großes Triumphkreuz, das er 1090 weihte. 1093 bestätigte er den Kauf der Externsteine durch das Kloster, die dort geschaffene Felsenkapelle weihte er 1115. Ebenso stimmte er zu, dass Mönche des Abdinghofklosters zunächst um 1100 nach Boke, dann 1104 endgültig in das von Erpo von Padberg gegründete Kloster Flechtdorf nordwestlich von Korbach umsiedelten.
1105 bis 1125 entstanden die Annales Patherbrunenses, die früheste systematische Sammlung von Nachrichten zur Paderborner Geschichte, wahrscheinlich im Abdinghofkloster. Ebenfalls aus der ersten Hälfte des 12. Jahrhunderts stammt der Abdinghofer Blutsegen.
1120 schenkte Vicelin (auch Vizelin, Wizelin) aus Hameln (1090–1145) dem Abdinghofkloster Reliquien der hl. Willehad, Ansgar und Rimbert und überreichte zugleich eine Handschrift mit den Viten der drei Heiligen.
Spätestens seit Abt Wino war das Abdinghofkloster besonders eng mit dem Helmarshausener Skriptorium verbunden. „In den Vitae sanctorum (Heiligenleben) dieses Klosters erscheint unter den Abdinghofer Schreibern zumindest ein Helmarshausener, welcher bezeichnenderweise den Anfang der Vita Modoaldi schrieb, wenige Zeilen, die vielleicht für eine gesonderte Hervorhebung mit Zierschrift freigeblieben waren.“
1165 wütete erneut ein verheerender Stadtbrand, diesmal im westlichen Teil Paderborns, und traf die Abdinghofkirche und die nahegelegene Marktkirche Sankt Pankratius. Danach entstand die Abtskapelle und es erfolgte der Neubau der Konventsgebäude. Der Brand dürfte einer der Impulse für die intensive Fälschertätigkeit in der klösterlichen Schreibstube gewesen sein, aus der im 12. Jahrhundert mehr als 30 Spuria hervorgingen.
1376 wurden die Gebeine Bischof Meinwerks im Hochgrab im Chorraum beigesetzt.
In der Zeit des Großen Abendländischen Schismas eskalierte im Herbst 1409 ein Streit zwischen dem Abdinghofkloster unter seinem neugewählten Abt Heinrich Knipping auf der einen und Fürstbischof Wilhelm I. von Berg mit dessen Offizial Gobelin Person auf der anderen Seite. Dabei gelang es dem Kloster schließlich, sich aufgrund päpstlichen Privilegs und mit Unterstützung der Paderborner Bürgerschaft der bischöflichen Jurisdiktion zu entziehen.
Unter Fürstbischof Simon III. schloss sich das Abdinghofkloster 1477 der Reformbewegung der Bursfelder Kongregation an. 1496 stiftete Frater Jodokus Cassel den Abdinghofkelch, der heute zur Ausstattung der dem Johannes Nepomuk geweihten Pfarrkirche in Hövelhof gehört. 1507 entstand im Kloster das Abdinghof-Graduale mit liturgischen Gesängen zum Kirchenjahr; heute befindet es sich in der Erzbischöflichen Bibliothek Paderborn.

## Von der frühen Neuzeit bis zur Säkularisation

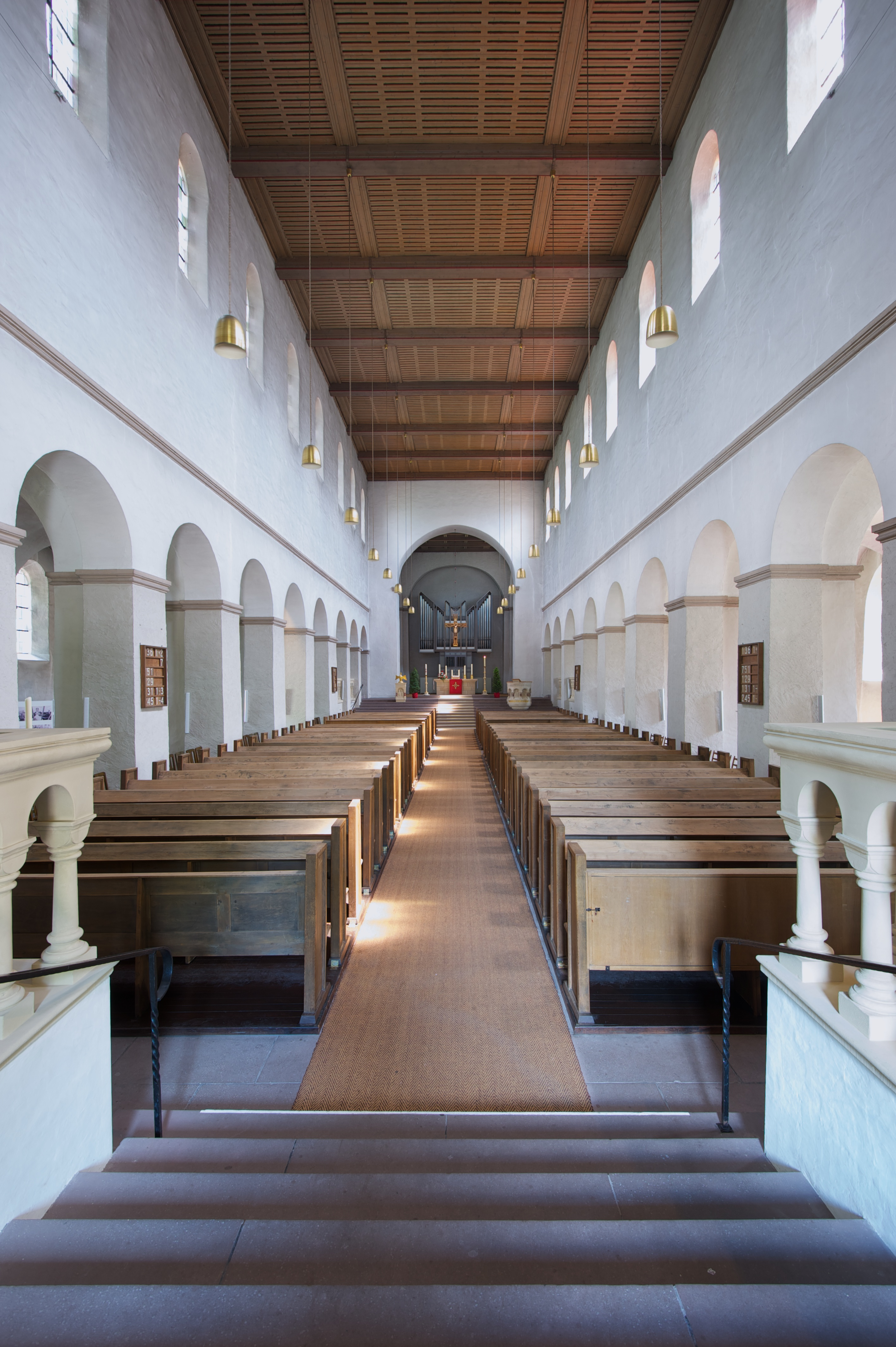
Abdinghofkirche (Innenansicht)

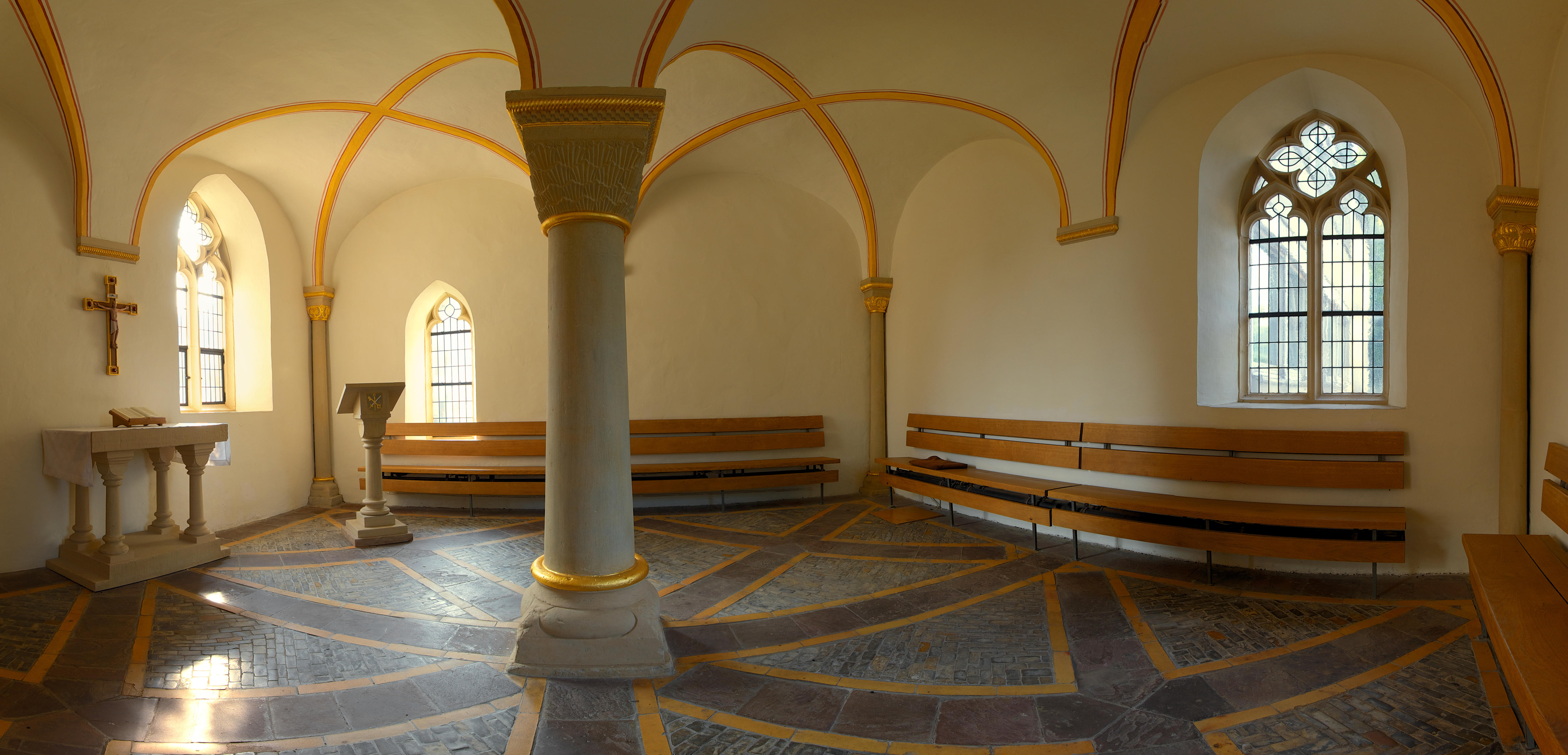
Sogenannte Abtskapelle im Westwerk der Abdinghofkirche

Zu Beginn der Reformation (um 1525) war das Abdinghofkloster römisch-katholisch positioniert, während sich in der Marktkirche Sankt Pankratius und in Teilen des Domkapitels Anhänger der evangelischen Lehren fanden, die Unterstützung aus Lippstadt und der Landgrafschaft Hessen erhielten.
Am 14. Oktober 1577 wählte die evangelische Mehrheit des Domkapitels schließlich den Protestanten Heinrich von Sachsen-Lauenburg, seit 1575 legitim verheiratet, als Heinrich IV. zum (erwählten) Bischof des Hochstifts Paderborn. Zwar regierte er das Bistum entsprechend seiner Wahlkapitulation, die Bischofsweihe zu empfangen und die katholische Religion zu erhalten, grundsätzlich katholisch, tolerierte aber auch das lutherische Bekenntnis der Augsburger Konfession. Entschiedener Widerstand formierte sich um seinen unterlegenen Gegenkandidaten, Dompropst Dietrich von Fürstenberg, der die katholische Minderheit des Domkapitels um sich sammelte. Diese erreichte 1580 eine Exklusivformel, nach der jedes neue Mitglied des Domkapitels das Glaubensbekenntnis nach dem Tridentinum abzulegen habe und ersetzte den lutherischen Domprediger durch die beiden Jesuiten Christian Halver und Leonhard Ruben. Letzterer wurde später Benediktiner und Abt des Abdinghofklosters.
Nach dem Unfalltod Heinrichs IV. wählte das Domkapitel am 5. Juni 1585 einstimmig Dietrich zum neuen Fürstbischof, der nach Hathumar und Meinwerk als der dritte Begründer der Paderborner Kirche gilt. Stärker als sein liberaler Vorgänger nahm er sein im Augsburger Reichs- und Religionsfrieden von 1555 verbürgtes Recht in Anspruch, die Konfession seines Fürstentums zu bestimmen. Große Unterstützung dabei fand er auch beim vorgenannten Leonhard Ruben, der 1604 als Abt des Abdinghofklosters in Anwesenheit des Fürstbischofs Graf Johann von Rietberg und dessen Gemahlin diese nach ihrer Konversion in die katholische Kirche aufnahm.
Während des Dreißigjährigen Krieges, der viel Leid über ganz Mitteleuropa brachte, wurde auch das Abdinghofkloster geplündert. Der Abt Gabel Schaffen versuchte seit 1632 die innerklösterlichen Verhältnisse – wie zuvor schon im Kloster Grafschaft – zu reformieren, stieß dabei aber auf den geschlossenen Widerstand der Brüder, die sich erst später zu Veränderungen entschlossen.

## Die Säkularisation des Abdinghofklosters
Die Auswirkungen der Französischen Revolution zeigten sich bald auch im Hochstift Paderborn. Da das Heilige Römische Reich im Frieden von Lunéville 1801 alle linksrheinischen Gebiete an Frankreich abtreten musste, wurde den betroffenen Fürsten Entschädigung durch Mediatisierung der kleinen Reichsstände und Säkularisation der geistlichen Fürstentümer in Aussicht gestellt. Bereits im Vorgriff auf den Reichsdeputationshauptschluss von 1803 besetzen im Sommer 1802 preußische Truppen Paderborn. Mit der Huldigung der Landstände an den König von Preußen als neuen Landesherrn erlosch die staatliche Selbständigkeit des Hochstifts.
Am 25. März 1803 verkündeten im Abdinghofkloster die preußischen Kommissare von Pestel und Schwarz das Aufhebungsdekret. Das Kloster wurde konfisziert und zur preußischen Kaserne umgewidmet. 1806 besetzen französische Truppen Paderborn. Die Abdinghofkirche wurde Futtermagazin und Stallung für Militärpferde. Die bislang noch in der Kirche befindlichen Gebeine der Bischöfe Meinwerk und Poppo werden in die Busdorfkirche überführt.
Die Grabplatte Meinwerks hingegen gelangte zuerst in die Bartholomäuskapelle und später in das Diözesanmuseum. 1936 wurden schließlich Teile von Meinwerks Überresten und die Grabplatte in die Bischofsgruft des Paderborner Doms umgebettet. Der andere Teil verblieb in der Sakristei der Busdorfkirche.
Interessanterweise stammt die Platte des Sarkophags jedoch nicht aus dem 11. Jahrhundert. Anhand von Vergleichsfunden kann sie erst in die Mitte des 13. Jahrhunderts datiert werden.  Wie die ursprüngliche Platte des Sarkophags aussah, ist unbekannt.

## Der Abdinghof seit der Säkularisation

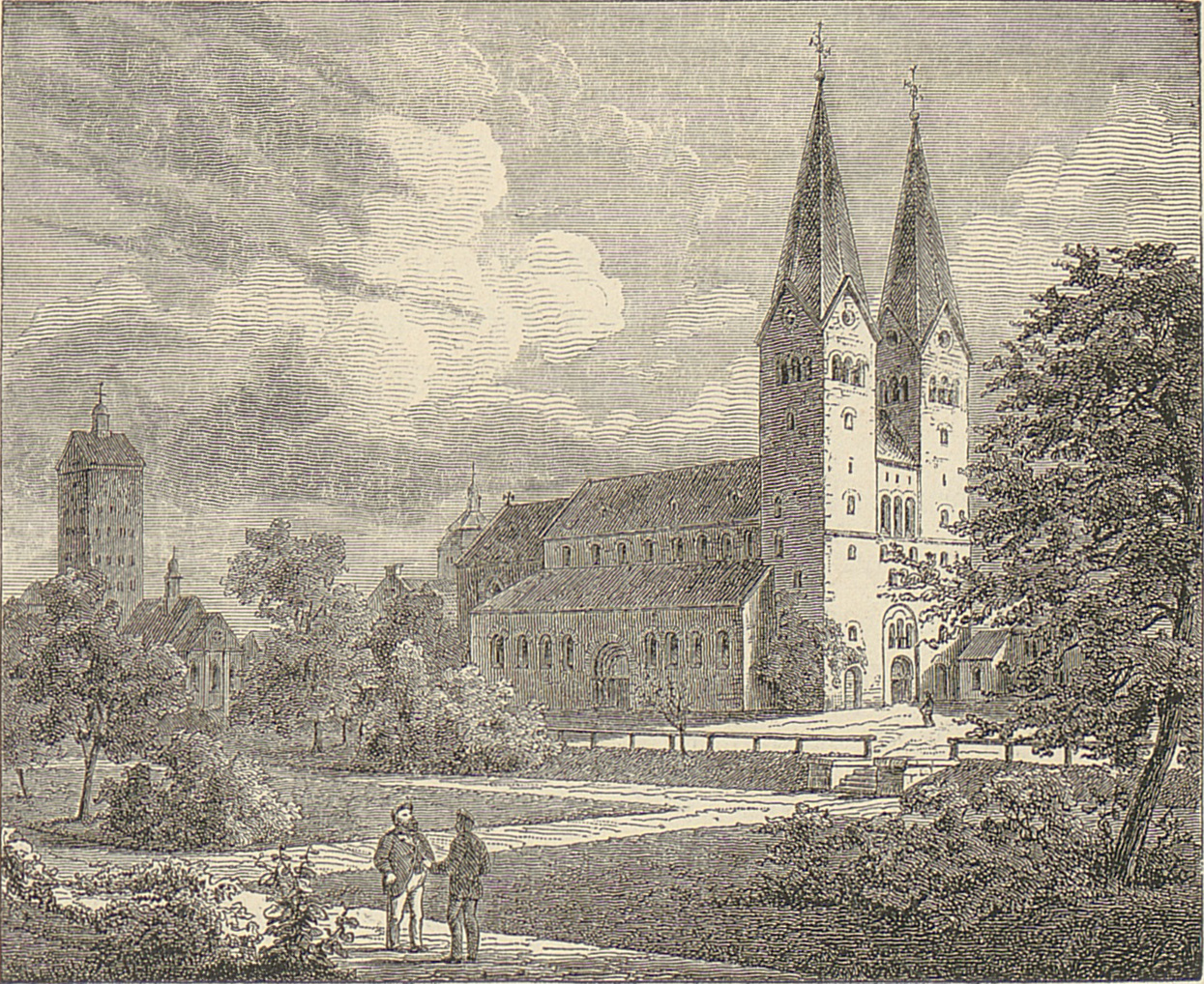
Abdinghofkirche um 1872

Nach der französischen Niederlage nahmen 1815 preußische Truppen das ehemalige Abdinghofkloster wieder in Besitz, um es erneut als Kaserne zu nutzen.
1862 begannen Sicherungsarbeiten an der von Paderborner Bürgern als Steinbruch genutzten Abdinghofkirche. Im Jahr 1863 ging die Abdinghofkirche in das Eigentum der evangelischen Kirchengemeinde Paderborn über, welche beschloss, die Kirche – als erste protestantische Kirche im katholischen Paderborn – wieder aufzubauen. Konsistorialbaumeister Hase beauftragte 1868 seinen Schüler Schulz mit der Rekonstruktion der Kirche. Die Bauleitung hatte ab April 1869 Max Pommer inne. Am 25. April 1871 wurde die Kirche dann schließlich wieder geweiht. 1869/70 erhielt die Kirche drei Gussstahlglocken des Bochumer Vereins, die auf e′-gis′-h′ gestimmt sind und bis heute läuten.
1915 bis 1919 wurde der Innenraum der Kirche mit einem Bilderzyklus aus dem Alten und dem Neuen Testament ausgemalt.
Kurz vor Ende des Zweiten Weltkrieges zerstörten am 22. März und 27. März 1945 eine Luftmine und Brandbomben die Kirche und die Gebäude des ehemaligen Klosters. 1949 bis 1956 leitete Baurat Bernhard Ortmann Ausgrabungsarbeiten an der Kirche und auf dem Gelände. 1952 wurden die Klostergebäude bis auf den Remter, Teile des Kreuzganges und des Innenhofes abgebrochen. An ihrer Stelle errichtete die Stadt Paderborn ihre neue Stadtverwaltung mit der Städtischen Galerie. Der Innenhof der Stadtverwaltung heißt heute Franz-Stock-Platz. In seiner Pflasterung ist die Lage der Grundmauern der ehemaligen Klostergebäude gekennzeichnet.
Der Wiederaufbau der Abdinghofkirche erfolgte durch tatkräftige Unterstützung von Gläubigen beider großen Konfessionen, so dass am 17. März 1951 die Kirche und am 25. Dezember 1957 die Krypta wiedereingeweiht werden konnte. Am 14. Mai 1961 schließlich wurde die Orgel der Abdinghofkirche eingeweiht.
Im Rahmen der fortgesetzten Nutzung der Abdinghofkirche als evangelisches Gotteshaus wurde der Innenraum von Herbst 2023 bis nach Ostern 2025 grundlegend saniert; die Wiedereröffnung erfolgte mit einem Festgottesdienst am 25. Mai 2025 (Sonntag Rogate). Die Maßnahmen umfassten Reinigung und Neuanstrich der Wände nach 50 Jahren, die Sanierung der Fenster, eine vollständige Erneuerung von Elektrik und Beleuchtung, den Einbau einer Fußbodenheizung unter Nutzung des Paderwassers via Wärmepumpen, Arbeiten an den Fußböden einschließlich neuer Sandsteinplatten sowie die Herstellung eines barrierefreien Zugangs; die Vorhalle wurde wieder sandsteinsichtig gefasst, und die bisherigen Kirchenbänke wurden durch Stühle ersetzt.
Mit Blick auf die künftige Nutzbarkeit des Kirchraums wurde die technische Infrastruktur umfassend erneuert und erweitert: Neben der vollständigen Erneuerung der Elektrik wurden zusätzliche Anschlüsse für Mikrofon- und Netzwerktechnik geschaffen; die Beleuchtung ist flexibel steuerbar und eine digitale Liedanzeige ist vorgesehen. Ein leitender Gedanke sei die „Zukunftsfähigkeit“ des Kirchraums gewesen. Die Gemeinde verstand die Sanierung als Fortsetzung vorangegangener Schritte (Außenfassade des Westwerks, Umgestaltung des Kirchplatzes, Öffnung der Westempore) mit dem Ziel, die Abdinghofkirche als zentralen Ort der Verkündigung in Wort und Musik, der Begegnung und der geistlichen Heimat zu erhalten.
Bei Abschluss wurden Gesamtkosten von 1,85 Mio. Euro genannt; der Kirchenkreis beteiligte sich mit 800.000 Euro, der Abdinghof-Pfarrbezirk mitsamt Freundeskreis mit ca. 350.000 Euro und die Evangelisch-Lutherische Kirchengemeinde Paderborn mit 100.000 Euro; Land und Bund steuerten zusammen rund 560.000 Euro sowie die Deutsche Stiftung Denkmalschutz 40.000 Euro bei; zusätzlich wurden zwei Chorfenster nach historischen Abbildungen aus Spendenmitteln rekonstruiert.
Die Abdinghofkirche ist derzeit die Hauptkirche der evangelischen Kirchengemeinde Paderborn, welche die gesamte Kernstadt Paderborn mit mehreren Pfarrbezirken, den Paderborner Stadtteil Dahl und den Borchener Ortsteil Dörenhagen umfasst.

## Orgel
Die Hauptorgel der Abdinghofkirche wurde 1961 von der Firma Emil Hammer Orgelbau aus Hannover erbaut und am 14. Mai 1961 eingeweiht. Das Instrument ist eine mechanische Schleifladenorgel mit vier Werken, die 34 Register und etwa 2500 Orgelpfeifen umfasst, verteilt auf drei Manuale und Pedal. Die Orgel wurde an der Ostwand des Chores aufgestellt.
Der Orgelprospekt wurde nach einem Entwurf des Architekten Wulf Knipping aus Hagen gestaltet und ist in Triptychon-Form ausgeführt, die einem dreiteiligen Flügelaltar ähnelt. Das Pedal ist aus optischen Gründen in zwei Pedaltürme aufgeteilt.

### Disposition seit 1961
| I Hauptwerk C–g3 |       |
| Quintade         | 16′   |
| Principal        | 8′    |
| Metallgedackt    | 8′    |
| Oktave           | 4′    |
| Rohrflöte        | 4′    |
| Nasat            | 2 ⁄3′ |
| Oktave           | 2′    |
| Mixtur VI–VIII   | 1 ⁄3′ |
| Trompete         | 8′    |

| II Oberwerk C–g3 |       |
| Holzflöte        | 8′    |
| Quintade         | 8′    |
| Principal        | 4′    |
| Gemshorn         | 4′    |
| Waldflöte        | 2′    |
| Oktav            | 1′    |
| Sesquialtera II  | 2 ⁄3′ |
| Scharf IV–V      | 1′    |
| Dulzian          | 16′   |
| Tremulant        |       |

| III Brustwerk (schwellbar) C–g3 |       |
| Holzgedackt                     | 8′    |
| Blockflöte                      | 4′    |
| Principal                       | 2′    |
| Quinte                          | 1 ⁄3′ |
| Zimbel III                      | 1⁄2′  |
| Vox Humana                      | 8′    |
| Tremulant                       |       |

| Pedal C–f1    |       |
| Principal     | 16′   |
| Subbaß        | 16′   |
| Oktave        | 8′    |
| Gedackt       | 8′    |
| Oktave        | 4′    |
| Holzflöte     | 4′    |
| Nachthorn     | 2′    |
| Hintersatz VI | 2 ⁄3′ |
| Posaune       | 16′   |
| Clarine       | 4′    |

- Koppeln: II/I, III/I, I/P, II/P, III/P[18]

### Technische Daten
- 34 Register auf 4 Werken
- etwa 2500 Pfeifen
- mechanische Tontraktur und Registertraktur
- Schleifladen[18]

## Kirchenmusik
Die Kirchenmusik der Abdinghofkirche verfügt über eine lange Tradition. Eine wichtige Persönlichkeit war Kirchenmusikdirektorin Adelheid van der Kooi-Wolf, die 1990 den Kulturpreis der Stadt Paderborn erhielt. Als Organistin, Orgelpädagogin und Gründerin der Abdinghofkantorei prägte sie über viele Jahre das kirchenmusikalische Leben der Gemeinde.
Von 2000 bis zu seinem Tod 2019 leitete Kirchenmusikdirektor Martin Hoffmann die Kirchenmusik. Unter seiner Leitung führte die Abdinghofkantorei große Chorwerke auf, darunter Bach-Passionen, Oratorien und Werke von Händel, Mozart, Beethoven und anderen Komponisten. Mit seiner Ehefrau Monika komponierte er Singspiele für die Kinder- und Jugendarbeit, die unter anderem gemeinsam mit der Luther-Grundschule aufgeführt wurden.
Seit Januar 2020 ist Kreiskantor Tim Gärtner für die Kirchenmusik zuständig, der sein Studium der Evangelischen Kirchenmusik und der Chorleitung in Herford absolvierte. Die Abdinghofkantorei und der Bläserkreis der Abdinghofkirche unter der Leitung von Yaroslaw Rudenko gestalten regelmäßig Gottesdienste und Konzerte.
Ein Höhepunkt des jährlichen Konzertprogramms bilden die traditionellen Libori-Konzerte. Die Gemeinde beteiligt sich zudem an der "Langen Nacht der Kirchen" und anderen kulturellen Veranstaltungen der Stadt.